# سانتونیک اسید
سانتونیک اسید (به انگلیسی: Santonic acid) با فرمول شیمیایی C۱۵H۲۰O۴ یک ترکیب شیمیایی با شناسه پاب‌کم ۲۸۳۶۵۴ است. که جرم مولی آن ۲۶۴٫۳۲ g/mol می‌باشد. 